# 共有結合性有機構造体
共有結合性有機構造体（きょうゆうけつごうせいゆうきこうぞうたい）、または共有結合性有機骨格（きょうゆうけつごうせいゆうきこっかく、英: Covalent organic framework、略称: COF）は、基本単位となる有機分子（ビルディング・ブロック）同士を結合官能基間の脱水重縮合によって共有結合で組み上げ，二次元または三次元の周期構造をもつ固体を生成する結晶性多孔材料である． ゼオライト、 金属有機構造体（MOF）といった他の結晶性多孔質材料と比べて、COFは軽元素（H、B、C、N、O）のみで構成されるため軽量であること、共有結合のみで構成されるため熱安定性および化学的安定性が高いことが特徴である。2005年にオマー・ヤギーらによって初めて報告された材料であり、中には一般的なゼオライトを超える比表面積を持つものも存在する。

## 構造

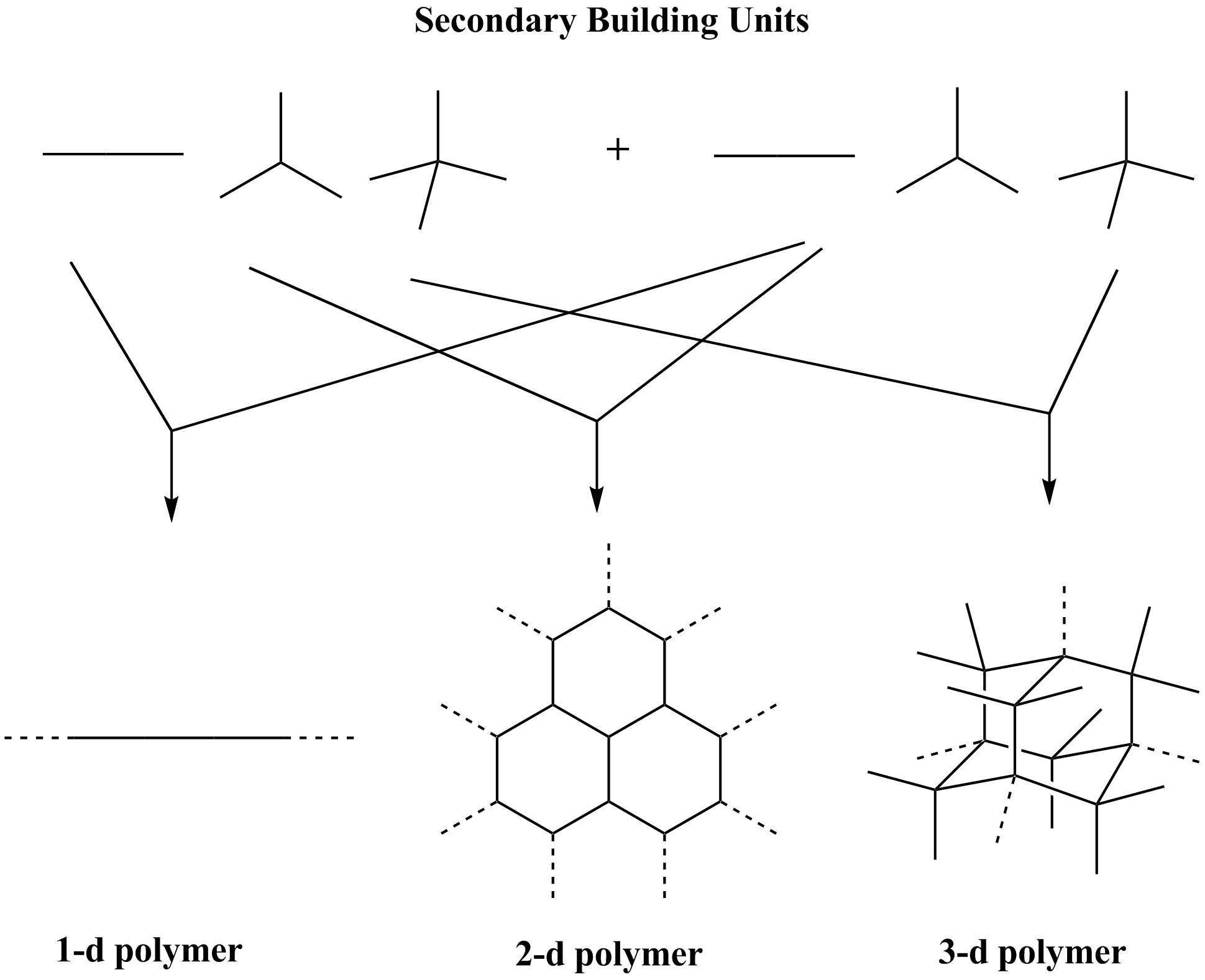
有機分子の組合せによる構造の模式図。

COFは、金属イオンとの配位結合によるMOFとは異なり、共有結合のみによって形成される結晶性の有機高分子である。共有結合以外の結合（水素結合、分子間力）から構成される超分子とは本質的に異なる材料である。

直線型、正三角形型、正四面体型などの対称性を持った有機分子が自己組織化的に重合することによって、周期性を持った多孔質材料であるCOFが得られる。単一分子の重縮合により得られる構造もあれば、二種類以上の分子の重縮合により得られる構造もある。

有機分子の組み合わせによって細孔径などの構造制御と、電子伝導性やイオン伝導性などの物性制御が可能である。 

## 結合部位によるCOFの分類
重合反応によって形成される結合部位によって分類したCOFの例を以下に示す。一般に重合反応の可逆性が高いほど結晶性が高くなるが、構造の安定性は低くなる傾向にある。

### ボロキシン型、ボロン酸エステル型

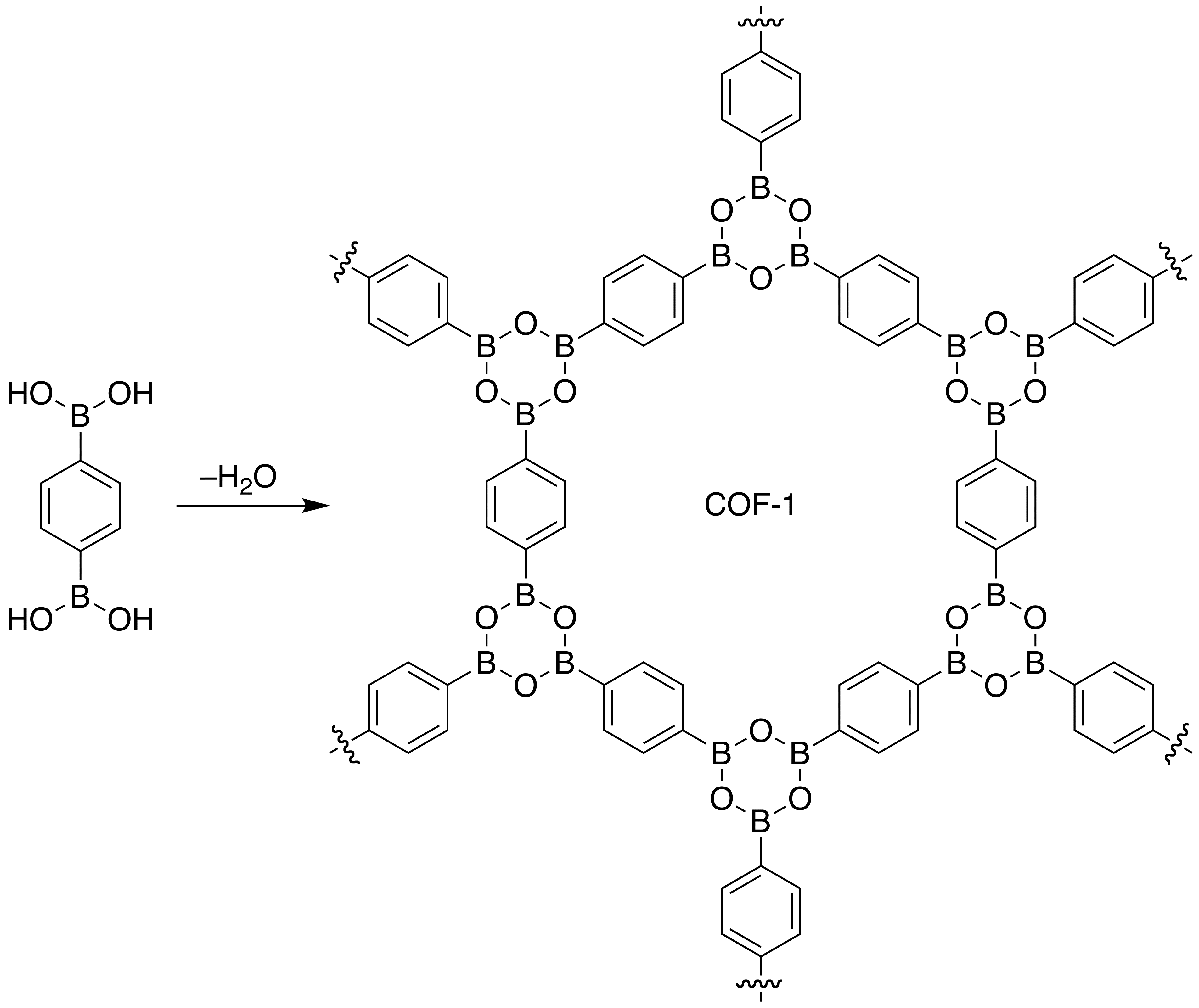
COF-1

ボロン酸の脱水縮合反応によってボロキシン環が形成される。COFとして初めての報告は、このボロキシン環を結合部位に持つ二次元シートが積層した構造を持つCOF-1である。

COF-1と同時に報告されたCOF-5は、ボロン酸とジオールの縮合反応により得られるボロン酸エステルを結合部位に持つCOFである。

ボロキシン環の形成、およびボロン酸エステル形成は平衡反応であるため、一般にボロキシン型、ボロン酸エステル型のCOFは高い結晶性を示す一方で加水分解を起こすという特徴がある。

### アミド型、イミン型

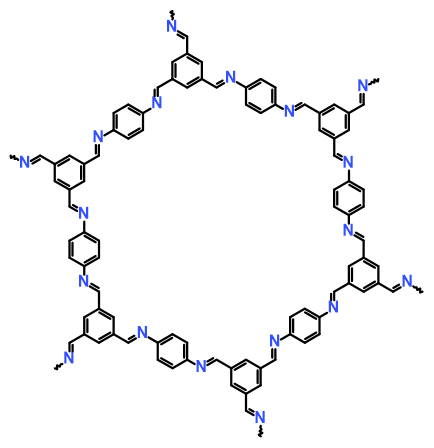
COF-LZU1

アミンとアルデヒドまたはアミンと酸ハロゲン化物の脱水縮合を利用したCOFも報告されている。

いずれの構造もシッフ塩基であり、酸・塩基中では不安定なものが多い。

### トリアジン型

CTF-1

ニトリルの三量化反応による1,3,5-トリアジン形成を利用したCOFを特にCTF（Covalent triazine framework）という。最初に報告されたCTFであるCTF-1は、ZnCl2の溶融塩を利用したイオノサーマル条件で合成された。  
安定性が高いが結晶性は低い。

### その他
その他の合成例として、カルボン酸無水物とアミンの脱水縮合によるイミド結合を利用したCOFや鈴木・宮浦カップリングを利用したもの、薗頭カップリングを利用したものなどがある。またCOFの中にはCMP（Conjugated microporous polymer）に該当するものも多い。

## 用途
ガス吸蔵および分離（水素、CO2など）、分子やイオンの選択貯蔵・分離、固体触媒（酸化反応、付加反応、水素化反応など）、電極触媒、固体電解質など。  